# Kanton Neuville-aux-Bois
Kanton Neuville-aux-Bois (francouzsky Canton de Neuville-aux-Bois) je francouzský kanton v departementu Loiret v regionu Centre-Val de Loire. Tvoří ho 10 obcí.

## Obce kantonu
- Bougy-lez-Neuville
- Ingrannes
- Loury
- Neuville-aux-Bois
- Rebréchien
- Saint-Lyé-la-Forêt
- Sully-la-Chapelle
- Traînou
- Vennecy
- Villereau